# Noah Fernandez
Noah Fernandez (Lier, 9 januari 2008) is een Belgisch voetballer die onder contract staat bij PSV.

## Clubcarrière
Fernandez zette zijn eerste voetbalstappen bij FC Berlaar-Heikant. Via Lierse SK belandde hij op zevenjarige leeftijd bij PSV. In januari 2023 ondertekende hij zijn eerste contract bij PSV, waardoor hij tot medio 2025 verbonden was aan de club. Fernandez werd zo de jongste buitenlander ooit die een profcontract mocht ondertekenen bij de club. In oktober 2023 mocht de vijftienjarige Fernandez, op dat moment een van de sterkhouders van het O17-elftal van PSV, voor het eerst meetrainen met de A-kern van de club.
In juni 2024 communiceerde PSV dat het contract van Fernandez was opengebroken tot medio 2027. Fernandez stroomde in het seizoen 2024/25 naar het O19-elftal van PSV, waarmee hij ook vier groepswedstrijden in de UEFA Youth League speelde. Op 10 december 2024 opende hij zijn doelpuntenrekening in de UEFA Youth League door in de 1-3-zege bij Stade Brestois de score te openen. Op 11 augustus 2025 maakte Fernandez zijn profdebuut in het shirt van Jong PSV: op de openingsspeeldag van de Keuken Kampioen Divisie liet trainer Stijn Schaars hem starten tegen FC Emmen (3-1-zege).

## Clubstatistieken
| Seizoen         | Club            | Land               | Competitie      | Competitie | Competitie | Beker | Beker | Supercup | Supercup | Europees | Europees | Totaal | Totaal |
| Seizoen         | Club            | Land               | Competitie      | Wed.       | Dlp.       | Wed.  | Dlp.  | Wed.     | Dlp.     | Wed.     | Dlp.     | Wed.   | Dlp.   |
| --------------- | --------------- | ------------------ | --------------- | ---------- | ---------- | ----- | ----- | -------- | -------- | -------- | -------- | ------ | ------ |
| 2025/26         | Jong PSV        | Vlag van Nederland | Eerste divisie  | 1          | 0          | —     | —     | —        | —        | —        | —        | 1      | 0      |
| Carrière totaal | Carrière totaal | Carrière totaal    | Carrière totaal | 1          | 0          | 0     | 0     | 0        | 0        | 0        | 0        | 1      | 0      |

Bijgewerkt op 14 augustus 2025.

## Interlandcarrière
Fernandez, de zoon van een Jamaicaanse vader en een Belgische moeder, debuteerde in 2023 als Belgisch jeugdinternational. In mei 2025 nam hij met België –17 deel aan het EK onder 17 in Albanië. In de eerste groepswedstrijd tegen Engeland hielp Fernandez zijn land aan een 1-1-gelijkspel door het openingsdoelpunt van Alejandro Gomes Rodríguez uit te wissen. In deze wedstrijd liep hij een neusbreuk op na contact met de Engelse doelman Jack Porter, waardoor hij de tweede groepswedstrijd tegen Tsjechië miste. Fernandez viel zes dagen na de wedstrijd tegen Engeland in tegen Italië. In de halvefinalewedstrijd tegen Frankrijk kreeg hij een basisplaats en scoorde hij in de blessuretijd van de eerste helft vanop de strafschopstip de 1-1, maar Fernandez kon niet beletten dat België met 3-2 verloor.
Abed ·
Bahaty ·
Bassey ·
Bawuah ·
Beerens ·
Van den Berg ·
Bouhoudane ·
Bresser ·
Van Duiven  ·
Fernandez ·
De Guzman ·
Van den Heuvel ·
Kluit ·
Kuhn ·
Merién ·
Monamay ·
Ngom ·
Van der Plas ·
Raap ·
Van de Riet ·
Sidibe ·
Smolenaars ·
Thomas ·
Verkooijen ·
Waayers ·
Coach: Schaars
· Assistent-coach: Bouma
· Assistent-coach: Wolf
· Keeperstrainer: Waterman